# Emma Moerdes
Emma Moerdes, verheiratete Emma Kirch-Moerdès (7. Oktober 1865 in Straßburg – 6. April 1898 in Wien), war eine deutsche Opernsängerin (Sopran).

## Leben
Moerdes wurde von Anna Possart und Pauline Viardot-Garcia ausgebildet. 1884 debütierte sie in München als „Ännchen“ im Freischütz, um noch ich selben Jahr ans Theater Augsburg verpflichtet zu werden. 1886 ging sie nach Stuttgart, wirkte von 1887 bis 1888 in Petersburg und von 1888 bis 1891 am königlichen Theater in Hannover. Danach nahm sie kein fixes Engagement mehr an, sondern arbeitete nur noch gastierend, u. a. in Berlin, Leipzig, Straßburg, Stuttgart und auch am Ambergtheater in New York. 
Am 18. Januar 1896 beendete sie ihre Bühnenkarriere am Prager Landestheater mit ihrem Auftritt als „Rosalinde“ in der Fledermaus.
Sie heiratete am 5. Juli 1887 den Schauspieler Richard Kirch. Zudem war sie eine Schwester der ersten Gattin des Schauspielers Ferdinand Bonn.